# Castell de Tornamira
El Castell de Tornamira és situat en el punt més elevat d'un turó ubicat al sud-est del nucli de la Torre d'Oristà, just a l'oest de la riera Gavarresa en el meandre que envolta Puigciutat. És un edifici rural que es convertí en masia en perdre el sentit defensiu.

## Història
Aquest castell termenat defensava una part del terme del castell d'Oristà al qual substituí quan aquest es desmembrà en els castells d'Olost, Tornamira, el Toneu i Cirera. Les primeres notícies del castell d'Oristà es remunten al 908 i se segueix documentant durant els segles x i xi. Tornamira surt esmentat per primera vegada en el testament del senescal Ramon de Montcada, redactat el 17 de novembre del 1120; el llegava al seu fill Ot de Montcada. De l'any 1136, hi ha un document pel qual Guillem Ramón, senescal, el seu germà Ot i la muller d'aquell, Beatriu, recuperaven el castell de Bernat Ermengol de Freixenet, que el tenia per la seva difunta muller, Ermessenda. Un cop recuperat, fou encomanat, en règim feudatari, a Miró de Lluçà.
EL 27 d'abril de 1190, Guillem Ramon de Montcada encomanava a Pere de Lluçà, al seu fill Bernat Guillem i a la seva posteritat, a més del castell de Vic i alguns masos, el castell de Tornamira, amb la convinença que els Lluçà tornarien als Montcada la potestat del castell quan els ho demanessin. El domini eminent del castell degué ser dels comtes de Barcelona, que el posseïen pel castell d'Oristà. Es dedueix que els feudataris comtals eren la família Montcada que anirà apareixent com a senyor principal. L'herència dels Montcada el 1309, pel testament de Guillema de Montcada, passà, als comtes de Foix i vescomtes de Castellbó. L'any 1350, en casar-se Margarida de Foix amb Bernat III de Cabrera aportà com a dot diversos béns i castells, entre els quals el de Tornamira. Molt aviat, però, el 1386, la senyoria del castell fou assumida, ja de manera definitiva, pel rei Pere el Cerimoniós que se'l vengué al castlà Ramon de Peguera, senyor d'Olost, abans de posseir-lo. L'any 1397, la ciutat de Vic aconseguí redimir-lo i lliurar-lo a la reina Maria com a lloctinent del rei Martí l'Humà, que l'uní al regne i a la ciutat de Vic amb els senyors només com a castlans. El castell de Tornamira finí les vicissituds jurisdiccionals i restà com a lloc reialenc.
A la guerra civil catalana, entre la Generalitat i el rei Joan II, el castell encara tenia la funció de fortalesa, però el 1666 ja es documenta com a mas de la parròquia de Sant Andreu d'Oristà.

### Els castlans
Primerament apareixen els Lluçà. El 1190. Guillem Ramon de Montcada feu un conveni amb Pere de Lluçà i el seu germà Bernat. Després, apareix la família Calders, dels quals hi ha dubtes que fossin els castlans reals. S'ha dit també que el castell passà dels Lluçà als senyors de Merlès. El 1280 Ramon de Merlès, canonge de Vic, traspassava l'encomanda del castell amb la seva fortalesa, amb el molí i les terres de conreu, a Humbert de Merlès i a la seva muller Elisenda. El primer membre de la família Tornamira és Berenguer de Tornamira, documentat l'any 1136. Arnau de Tornamira surt el 1157 signant un document i apareix el 1173 casat amb Sibil·la de Sentmenat. Una Ramona de Tornamira va estar casada amb Ramon de Montcada, quart senescal, que morí vers l'any 1188. El 1192 Bernat, fill d'Arnau i Sibil·la, entra al servei de la catedral de Vic i el 1233 era anomenat pel Capítol compromissari per elegir bisbe de Vic a Bernat Calvó, abat llavors de Santes Creus. Un germà seu, Berenguer de Tornamira, fou alcalde i jutge de Mallorca vers l'any 1254. El 1238 eren castlans efectius del castell Guillem de Tornamira i la seva muller Guillema i donaren el que hi posseïen al seu fill Bartomeu. La darrera notícia de la possessió de la castlania per part d'aquesta família la trobem el 1363. Posteriorment, els drets dels Tornamira passarien a la família Peguera d'Olost.

## Arquitectura
Dalt d'una lleugera elevació en el terreny, l'edifici presenta una planta complexa fruit de l'adequació al terreny i als diversos usos que ha tingut l'edifici: defensiu i mas. Del primitiu edifici romànic sols es conserva una sala rectangular i una torre de planta circular, escapçada a nivell de teulada i completament voltada d'edificacions annexes; només és visible interiorment. La sala, annexa a la torre pel SO, és coberta amb volta de canó i la porta actual no és l'originària, que es troba sota l'escala d'accés al primer pis, és petita i resolta amb un arc de mig punt, adovellada. La torre és de planta circular, d'un diàmetre exterior d'uns 6,50 m i un diàmetre interior al pla de terra d'uns 2,20 m, i a la planta primera d'uns 3,10 m. El mur, al pla de terra té 2,20 m de gruix. L'alçària actual és d'uns 8-9 m, segons els indrets. El sostre de separació de la base i el primer pis és de bigues i enllatat de fusta. No hi ha restes de pisos més alts, tot i que, per la gran base, l'hi corresponia una alçària més gran. La torre és aparellada amb blocs de pedres de mides mitjanes, col·locats arbitràriament i units amb morter de pedra i calç, de bona qualitat. No s'hi veu cap finestra ni espitllera. Pel que fa a la datació, la torre respon a una obra de començament del segle xi.